# Јунани медицина
Јунани медицина или унани медицина  (позната и као грчко-арапска медицина) врста је  традиционалне медицине која се још увек практикује у исламским културним областима индијског и пакистанског потконтинента  и има своје порекло у древној грчкој медицини.  
Засноване на терапијским методама античке Грчке, односно на теорији о четири хумора: црна жуч,  жута жуч, слуз и крв, овај систем медицине холистички приступ. Сматра се једним од три главна традиционална облика лечења у свету, заједно са кинеском медицином и ајурведом (традиционална индијска медицина). Иако Јунани медицина користи лекове природног идентитета и извора,  они могу представљати претњу ако се не припреме, изолује, идентификује и не примењује правилно.   

## Етимологија
Арапски израз „унани“ или „yunani“ потиче од грчке речи Ιωνια (Iōnía) или Ιωνιη  (Iōníe), која се које су коришћене у време античке Грчке. Назван је тако јер је заснован на учењу Хипократа, грчког лекара са острва Кос у Јонском региону, и његовог наследника Галена.
Назива се и Унани медицина  Унани грчко - арапска медицина, грчко-арапска медицина, арапска медицина и исламска медицина.

## Историја
Грчка медицина, грубо говорећи, покрива миленијум од 500. п. н. е. до 500. године нове ере. Проналазач вештине лечења био је Аполон, „који тера све болести“. Речено је да су Ескулепије, Хигије, Панацеја, Афродита, Пан, Јунона, Нептун, Меркур, Плутон, Хипократ, Диоскоридије, Гален били узастопни исцелитељи свих болести. Хипократова материја медика је била велика. Његова теорија о четири хумора  (од латинског „течност” или „течност”),  крв,слуз,колера (жута жуч) и меланхолија (црна жуч); варијантне мешавине ових хумора код различитих особа одређивале су њихове „темеле“, или „темпераменте“, њихове физичке и менталне квалитете и њихове диспозиције . Идеална особа је имала идеално пропорционалну мешавину четири; превласт једног произвела је особу која је сангвиник (латински сангуис, "крв"), флегматик, колерик или меланхолик.  У ширем смислу, „хумор“ је у 16. веку почео да означава неуравнотежено ментално стање, расположење или неразуман хир , или фиксну лудост или порок.
Диоскоридије (70. н.е.) је био прва особа која је написала свеобухватну илустровану књигу у којој су наведене главне лековите биљке.
Ове метод лечења осмислио је Хипократ, а затим Гален. Вековима касније служио је као приручник за арапске и персијске учењаке као што су Разес (ал-Рази), Авицена (Ибн Синан), Ал-Захрави и Ибн ал-Нафис.
Иако се понекад назива исламска медицина јер је развијена у исламском свету, многи пагански учењаци као што су несторијански хришћани и Јевреји такође су оставили свој траг у овој медицини. Поред тога, неарапски лекари као што су Персијанци (Иранци), Турци, Индијци, Грци, Египћани и Сиријци такође су играли активну улогу  у 10. веку, а са ширењем ислама и ширењем арапског језика, широко се практиковала у Европи и Индији. На европским универзитетима, Јунани медицина је углавном предавана у 15. и 16. веку, а јнани медицински текстови као што је Ибн Сининов (980-1037) Канон медицине коришћени су као уџбеници до 18. века.
Као што је раније поменуто Јунани медицина, има своје корене у грчкој медицини школи из Коса, коју представља Хипократ, и стога наглашава природно лечење и превенцију болести. Они су веровали да су животне навике и животна средина узроци болести и давали смернице за начин живота и дијететску терапију која узима у обзир својства састојака. 
Теорија Јунани медицине се заснива на теорији хуморалне патологије, која је наследила Галенову медицину и усвојила четири хуморалне теорије . Ово је идеја да ако су четири основне телесне течности у равнотежи, ми смо здрави, али ако било која од њих постане доминантна, ми ћемо се разболети. Да би се успоставила равнотежа телесних течности, прописују се пуштање крви и лаксативи, узимајући у обзир темперамент пацијента и природу лека . Како је трговина цветала током Абасидског периода ( Златно доба ислама ), биљни лекови из целог света су били широко коришћени, а не само они произведени на Медитерану и на Блиском истоку. Чак и након успона модерне западне медицине, Јунани медиицина је коришћена за лечење у Европи све до 19. века.
Најважнији текстови су углавном написани на арапском језику. Арапи и Персијанци су познавали Јунани медицину коју су користили у Индији и Кини, као и у Шпанији и медитеранској Француској . Ова медицинска школа се предавала на Медицинском факултету у Монпељеу, када је ово био главни универзитет Круне Арагона - до средине  14. века - кроз који су прошли сви од Арналда де Виланове до Рајмунда Лулија.  
Данас јунани медицина заузима важно место у традиционалној медицини у Индији заједно са ајурведом, посебно у центрима са муслиманским коренима, као што је Делхи. Увели су је муслимански освајачи, са површно арабизованом културом и персијским или турским језиком. Ова медицина се развијала углавном у муслиманској заједници и достигла је врхунац у  17. веку на двору Могулског царства . 
Тренутно се практикује и предаје на исти начин као ајурведска медицина, односно као традиционална индијска медицина, иако првобитно није дубоко укорењена у Индији више од једног века иако се сматра  традиционалном медицином. Њени наставни центри се налазе на Универзитету Алигарх и колеџу Низамиах Тиби, Универзитету Хаидерабад у Делхију.  Лекари се у медицинској традицији зову багим .

## Рационалност у употреби јунани лекова за превенцију нежељених реакција
Према СЗО, „активности фармаковигиланце се врше ради праћења откривања, процене, разумевања и превенције било каквих непријатних нежељених реакција на лекове у терапијској концентрацији који се користе или су намењени за модификовање или истраживање физиолошког система или патолошких стања у корист прималац.”
Лекови могу бити било која супстанца или производ укључујући биље, минерале итд. за животиње и људска бића, а могу чак бити и они које преписују практичари Јунани или ајурведског система медицине.
У Јунани медицини, правилно резоновање у начину припреме лекова, укључујући рационалност која лежи у основи:
- различитих лековитих биљака, минерала, животињских производа итд.;

- начина примене;

- разним конзервансима;

- индикацијама и контраиндикација у различитим ситуацијама;

- ограничење,

- избегавања и апстиненција од одређене дијете

- нежељених ефеката лека;

- комплетног профила лека;

- нежељена интеракција лек-лек или храна-лек;

- смерница за прописивање у екстремним годинама или у присуству измењене функције органа или у присуству трудноће или дојења.

Штавише, корективи за лекове се користе већ дуже време да би се минимизирали неки нежељени ефекти, које основни и помоћни састојци могу произвести у нормално прописаној комбинацији са појединачним и сложеним лековима. Лекови који су токсични у сировом облику се обрађују и пречишћавају на много начина пре употребе. Упркос чињеници да сваки лек који се користи у традиционалним системима медицине може имати неке нежељене ефекте, циљ наведених мера предострожности, које је предузео добро обавештен и искусан лекар, очигледно је био да се избегну било какве нежељене реакције на лекове.
Лекари су, након што су приметили било какву непознату нуспојаву код пацијената, или записали те нежељене реакције у своје бележнице или су своја искуства пренели својим ученицима (у модерној терминологији ревизија и праћење рецепата). Тада није постојало удружење лекара широм света као што је данас преовлађујуће под различитим именима и различитим државним патронатом, да би комуницирали или размењивали искуства. Индијски лекари су радили у свом региону или заједници. Другим речима, није било насумичног/спонтаног праћења нежељених дејстава оријентисаних на лек.

## Фармакоекологија и Унани медицине
Медицински систем Унани препознаје утицај околине и еколошких услова на здравствено стање људи. Циљ је да се успостави равнотежа различитих елемената, хумора и способности људског тела. Шест основних ствари за превенцију здравља и одржавање одговарајуће еколошке равнотеже чувањем воде, хране и ваздуха од загађења:
- атмосферски ваздух;

- храну и пиће;

- одмор и активност тела;

- психолошка активност;

- спавање и будност;

- елиминација и задржавање.

С друге стране, такође постоји све већи фокус међу научницима, траварима и еколозима о утицају лекова и биља на животну средину и околину, осим њиховог утицаја на животиње и људе. Фармакоекологија је грана фармакологије која се бави уласком хемикалија или лекова у животну средину након елиминације из људи и животиња, након терапије. Дакле, постоји и потреба за праћењем кретања Унани лекова и њеног утицаја на животну средину.

## Супротстављени ставови
Ако Унани лекови или било који други систем медицине могу да обезбеде лек за бар неколико болести, онда треба водити рачуна да се они користе разборито. Смернице за рационалну употребу ових традиционалних медикамената морају бити уоквирене, као што су Опште смернице за методологију истраживања и евалуације традиционалних медикамената, СЗО, 2000.
Следећи квалитети Јнани лекова су вредни помена:
- економични су и хранљиви, што је важно за економију земље;

- нису страно тело и стога се поклапају са физиологијом људског тела.

- имају мање нежељених ефеката.

Међутим, потребно је предузети следеће кораке ка методама контроле квалитета за Јунани лекове, као што су:
- објављивање Јунани фармакопеја,
- објављивање формулара,
- стандардизација унани лекова
- дигиталне библиотеке традиционалних знања.

Генерисање доказа за Јнани медицину захтева равнотежу између научног скептицизма и духовне осетљивости. Концепти доказа у Јунани медицини могу се изградити:
- мета-анализом,
- индивидуалним истраживањем,
- мишљењем стручњака (ауторитета),
- изјавама кредибилних особа,
- перцепцијом чула или ума,
- закључивањем заснованим на расуђивању,
- планирањем (на основу клиничког искуства),
- дескриптивним студијама,
- примењивошћу на општу популацију и друге популације,
- извештаја стручних комисија.

Следеће недостатке у погледу доказа у Јунани медицини треба водити рачуна о:
- сложеним, индивидуализованим третманима укључујући фармакогенетику,[6]
- недостатку стандардизације, одговарајуће плацебо интервенције,
- етичка ограничења типа поређења, одржавање заслепљивања,
- обезвређивање информација од других извори.

Број и врста лекова је у сталном порасту, док су финансијска средства за здравствене услуге уопште и даље ограничена. Стога, рационално управљање лековима постаје све важнија тема како би се оптимално искористио буџет за лекове и понудиле здравствене услуге највишег могућег стандарда, безбедне и лишене нежељених реакција на лекове. Стога је императив проучавање аутохтоне медицине укључујући Јнани у вези са безбедношћу лекова и осигурањем квалитета.
Не постоје систематски подаци о учесталости нежељених ефеката повезаних са традиционалном медицином. Једна од потешкоћа је то што постоје многа сложена питања која се односе на откривање нежељених догађаја са традиционалним производима. То укључује проблеме производа са више састојака, лекова вишеструких система медицине, погрешну класификацију назива, лошу стандардизацију производа, недостатак клиничких испитивања,  варијације у производним процесима, контаминацију, фалсификовање и погрешну идентификацију биљака. Конкретно, ретки нежељени догађаји и одложени ефекти се можда неће лако идентификовати упркос традиционалној употреби, што је у супротности са аргументом да су многи биљни лекови безбедни због претходне традиционалне употребе.